# Science positive
 (décembre 2018).
Si vous disposez d'ouvrages ou d'articles de référence ou si vous connaissez des sites web de qualité traitant du thème abordé ici, merci de compléter l'article en donnant les références utiles à sa vérifiabilité et en les liant à la section « Notes et références ».
En sciences humaines et sociales, le terme positif renvoie à de nombreux usages. Un de ces usages se rapporte à l'analyse des théories qui n'ont comme seul objectif que de tenter de décrire les choses telles qu'elles sont, par opposition à ce qu'elles devraient être. On dit aussi fréquemment que les énoncés positifs sont des énoncés descriptifs.
En ce sens, le contraire de positif est normatif. Un exemple serait l'analyse économique positive, en opposition à l'analyse économique normative.
Un autre sens du mot positif est employé pour décrire les choses qui sont définies par la construction, par opposition aux choses qui se définissent « négativement », c'est-à-dire par l'absence de quelque chose.

## Débats
Le mot positif est au cœur d'un des débats épistémologiques les plus importants en sciences humaines et sociales. Les défenseurs de la science positive (en sciences humaines et sociales) d'une part, sont porte-paroles d'une approche dénuée de jugement de valeur dans l'étude du social, partageant ainsi de nombreuses méthodes avec les sciences naturelles. Les défenseurs du positivisme ne cherchent qu'à rendre objectives des descriptions et explications des phénomènes sociaux sans apporter de jugements normatifs. Ils ne s'interdisent pas d'étudier le sens qui émerge des interactions sociales et que les humains donnent à leurs actions,.
En revanche, ceux qui s'opposent à la science positive rejettent la notion selon laquelle les méthodes des sciences naturelles seraient adaptées à l'explication et à la description de l'humanité et de la société (et ce principalement en raison du sens que les êtres humains associent à leurs actes)[réf. nécessaire]. Ils considèrent qu'il n'est pas possible de se séparer entièrement des valeurs dans leurs études, un individu ne pouvant pas totalement s'extirper de son temps ni de son espace. La sociologie humaniste est un exemple des approches post-positivistes en sciences sociales.

## Autre sens
Un autre sens du mot positif est employé pour décrire les choses qui sont définies par la construction, par opposition aux choses qui se définissent « négativement », c'est-à-dire par l'absence de quelque chose. En témoignent les exemples du droit positif ou négatif, ou de la liberté négative et de la liberté positive[réf. souhaitée].